# Liam Walker
Liam Walker (Gibraltar, 13 de abril de 1988) es un futbolista gibraltareño. Juega de centrocampista y su equipo es el St. Joseph's F. C. de la Primera División de Gibraltar. Es el jugador con más apariciones y posee el récord de anotaciones del equipo nacional de Gibraltar.

## Trayectoria

### En España
Walker comenzó su carrera con el Algeciras CF, debutando el 22 de octubre de 2006 frente al Ayamonte. Fue titular por primera vez el 22 de mayo de 2007 frente al CD Mairena. Antes de debutar en España, Walker había pasado periodos de prueba en el Manchester United, el Everton y el Aston Villa cuando era adolescente.
En el verano de 2008, Walker se unió al Atlético Zabal (el equipo filial de la Real Balompédica Linense), pero solo jugó ocho partidos, anotando en seis ocasiones. Durante la temporada 2009-10 fue ascendido al primer equipo, pero solo jugó cuatro partidos entrando desde la banca.
En enero de 2010 fichó para la UD Los Barrios, y debutó el 31 de ese mismo mes frente a Puerto Real CF. Anotó su primer gol el 27 de abril, frente al Sevilla FC C. En mayo de 2010 regresó al Linense, jugando en más ocasiones que la anterior vez, anotando un gol (frente a UD Los Palacios el 26 de septiembre) en 13 partidos jugados.

### Portsmouth
En julio de 2012 fue llamado por el entrenador principal de Portsmouth Michael Appleton a entrenar con el club, tras una impresionante actuación de Gibraltar. Era una parte de la escuadra en los partidos de pretemporada del club, contra el Bolton Wanderers, el 4 de agosto. En su próximo juego, el 8 de agosto, anotó el gol final, contra 
AFC Wimbledon. 
El 16 de agosto firmó un contrato de un mes con Pompeyo. Sin embargo, debido a que su permiso internacional no fue realizado por la RFEF a tiempo, no pudo jugar en la jornada inaugural de la temporada de Liga Uno contra de Bournemouth. Hizo su debut el 21 de agosto de 2012, en un partido fuera contra el Colchester United, entrando por Kieran Djilali que empezó en el banquillo. Walker jugó en el ala en su debut aunque Portsmouth capitán Brian Howard y Lee Williamson jugaron en el centro. Portsmouth empató con Colchester 2 – 2, con goles de Pompeyo a través de Luke Rodgers y Jordan Obita. Walker también asistió a Rodgers en el primer gol del partido. Entonces empezó en los siguientes dos partidos (contra Carlisle United y Oldham Athletic), antes de ser bajado a la banca. Walker solo recibió un comienzo tres meses más tarde, contra Yeovil Town, el 29 de diciembre. 
Walker anotó su primer gol de Liga para Portsmouth contra Scunthorpe United el 2 de febrero de 2013. Anotó a su segundo el día 16 de febrero, contra Carlisle United, desde el punto de penal. Walker finalizó la temporada con tres asistencias, solo detrás de Jed Wallace y Brian Howard.
Al final de la temporada, Walker fue desafiado a ganar un nuevo acuerdo por entrenador Guy Whittingham. Sin embargo, el 9 de julio, Walker anunció que se uniría un club griego.

### Ensayos y regreso aCD San Roque.
Se informó que Walker apareció en un entrenamiento en la base del Dundee United en España sin previo aviso y solicitó una posible prueba. Sin embargo esto fue rechazado por gestión del Dundee United. También estuvo vinculado a un movimiento para Aris Thessaloniki, pero el trato se cayó.
A finales de julio, Walker regresó a CD San Roque, solo entrenó con el club mientras esperaba una oferta convincente de cualquier club. El 2 de agosto, firmó con CD San Roque.  
Walker anotó en su re-estreno con San Roque el 5 de octubre, en una derrota en casa 1 – 2 contra Recreativo B. Terminó su segundo periodo con el club con nueve apariciones, anotando dos goles.

### Bnei Yehuda
El 9 de enero de 2014 fue anunciado que Walker había sido liberado de su contrato con el CD San Roque después de que había cumplido su cláusula de recompra. El 21 de enero de 2013 Walker se unió a lado de la Liga Premier de Israel  con el Bnei Yehuda Tel Aviv F.C. en un contrato de dos y uno mitad de año, después de ser recomendado por Yossi Benayoun y reuniendo con su ex compañero James Keene.

### Diablillos Rojos de Lincoln
El 16 de septiembre de 2014 Lincoln Red Imps Football Club anunció que Walker había regresado a Gibraltar para jugar con ellos.  en su primera temporada, Walker anotó 13 goles en 10 partidos de liga, colocándolo en el tercer lugar de la lista de anotadores.  En agosto del 2016 el equipo anunció que el recién expirado contrato de Walker no sería extendido.  En total Walker apareció en 43 partidos de liga con el club, anotando 24 goles.

### Europa FC
El 18 de agosto del 2016 fue anunciado que Walker había firmado por Europa F.C., un equipo participante habitual de la Liga Europa de la UEFA y un club de la Primera División de Gibraltar.  Walker debutó por Europa FC el 18 de septiembre del 2016 en la Copa Pepe Reyes  en contra de su antiguo equipo Lincoln. Europa ganó el encuentro 2-0 con Enrique "Kike" Gomez anotando un doblete.  Walker dio una asistencia y jugó durante los 90 minutos del partido. En el primer partido de liga de la temporada 2016/17, Walker anotó su primer gol para su nuevo equipo en su debut en la liga, el único gol en la victoria 1-0 contra Lions Lions Gibraltar.

### Notts County
Después de anotar en la salida de la Liga de Campeones de los Verdes a The New Saints, Walker fue a prueba con el club de la Liga Uno de la EFL Southend United, que apareció en la segunda mitad de su amistoso con Braintree Town. Luego fue a prueba con el Notts County de la Liga Dos de la EFL y apareció en un amistoso de pretemporada contra el Nottingham Forest
El 25 de julio del 2017, fue confirmado que el había impresionado lo suficiente al mánager Kevin Nolan para ganar un acuerdo permanente con los Magpies.  El realizó su debut en el 5 de agosto, iniciando en un partido perdido 3-0 contra Coventry City en el inicio de temporada.  El 30 de abril de 2018, Walker dejó el equipo luego de 19 partidos oficiales "para perseguir oportunidades en otros lados".  El firmó un contrato de tres años con Europa FC en junio de ese año.

## Selección nacional
Participó en los Juegos de las Islas de 2011, participó de todos los partidos, anotando un hat-trick contra Ynys Môn el 27 de junio. Walker fue  el único jugador profesional en el equipo de Gibraltar.
Después que Gibraltar fue aceptada como miembro de la UEFA, Walker fue seleccionado como parte de los 23 convocados para el debut oficial de Gibraltar contra Eslovaquia el 19 de noviembre de 2013. En el debut Gibraltar consiguió un empate sin goles, jugado en Faro, Portugal.

## Clubes
| Club                   | País       | Año       |
| ---------------------- | ---------- | --------- |
| Algeciras C. F.        | España     | 2006-2008 |
| Atlético Zabal         | España     | 2008-2009 |
| RB Linense             | España     | 2009-2010 |
| U. D. Los Barrios      | España     | 2010      |
| RB Linense             | España     | 2010-2011 |
| C. D. San Roque        | España     | 2011-2012 |
| Portsmouth F. C.       | Inglaterra | 2012-2013 |
| C. D. San Roque        | España     | 2013-2014 |
| Bnei Yehuda            | Israel     | 2015      |
| Lincoln Red Imps F. C. | Gibraltar  | 2014-2016 |
| Europa F. C.           | Gibraltar  | 2016-2017 |
| Notts County F. C.     | Inglaterra | 2017-2018 |
| Europa F. C.           | Gibraltar  | 2018-2021 |
| Lincoln Red Imps F. C. | Gibraltar  | 2021-2024 |
| St. Joseph's F. C.     | Gibraltar  | 2024-     |